# Любовна игра
В сексуалното поведение на човека любовната игра е набор от емоционални и физически интимни действия между двама или повече индивиди, предназначени да създадат сексуална възбуда и желание за сексуална активност. Любовната игра води до физиологични и умствени реакции в двете страни в очакване на сексуална активност. При сексуалното поведение на животните свободният еквивалент понякога се нарича „прекоитална активност“.

## Описание
Сексуалното желание е аспект на сексуалността на човека, който бива определен от всеки човек по различен начин. Когато някой желае сексуална активност със своя партньор, може да провокира сексуална възбуда у него. В зависимост от вида и интензивността на връзката между двамата, стимулите могат да включват докосване по деликатен и романтичен начи до най-различни други еротични стимули. Има много потенциални стимули – както физически, така и умствени, които могат да накарат човек да стане сексуално възбуден, и кои стимули ще се използват, зависи от обстоятелствата в даден момент.
Играта може да започне с едно лице, което по някакъв начин показва на друго лице желание да се занимава със сексуална активност с този друг човек. Всяко действие, което създава и засилва сексуалното желание, интерес, стимулиране или възбуда в сексуалния партньор може да представлява прелюдия. Индикация за сексуално желание може да бъде чрез физическа интимност, като целуване, докосване, прегръщане или изпотяване на партньора. Умствената ангажираност също може да създаде сексуален интерес, като флирт, говорене, шепот или дразнене.  Той може да бъде например нефизически жест, който показва сексуалната наличност. Сексуалният интерес може да бъде посочен и създаден от голота, като например от събличане от един партньор, или чрез носене на сексуално подсказващо облекло, или чрез създаване на романтична, интимна или открито сексуална атмосфера. Ръчното или орално докосване на ерогенна зона може да показва сексуален интерес, както и интимна целувка по устата, гърдите, стомаха, задните части, гърба и вътрешните бедра или други области на тялото. Страстен или Френска целувка обикновено показва, сексуален интерес, , както прави всеки отстраняване на облеклото на партньора.
Устно, прелюдията може да включва комплименти, изтънчени коментари с двойни намеци и интимни разговори. Невербално, прелюдията може да включва провокативно облекло, внушителни пози и движения, претегляне на жестове, намигване, близане или ухапване на устните, стоящи в личното пространство на партньора и задържащи поглед по-дълго, отколкото би се очаквало от обикновен интерес.
Прелюдията започва, когато другият партньор покаже реципрочен сексуален интерес. В зависимост от контекста, невъзможността за възражения срещу постиженията на партньора може да покаже, че сексуалният интерес е взаимност, както и отговор на целувка или прегръдка. Невъзможността за възражение срещу докосването на ерогенна зона или свалянето на облекло може да е знак за взаимна сексуална връзка. Също така другият партньор може да посочи реципрочен интерес, като се включи в собственото си интимно поведение.
Има ситуации, които действат като изключения или които могат да повлияят на романтичния или еротичния момент, който може да е бил създаден. Изключването може да варира от неща като лош дъх, миризма на тялото, прекомерен шум или препратка към бивш партньор. Сексуалното потискане на човек може да повлияе и върху създаването или поддържането на сексуален интерес. Някои хора се чувстват некомфортно с действия като френски целувки или възможността някой (напр. деца) да се намесват или да се оголят, освен други ситуации.
Сексуалните ролеви игри или сексуалните игри могат да създадат сексуален интерес. Тези игри могат да се играят в различни ситуации и са подобрени от технологиите. Този тип разширена любов може да включва SMS съобщения, телефонни обаждания, онлайн чат или други форми на комуникация от разстояние, които са предназначени да стимулират фантазирането за предстоящата среща. Тази тантализация създава сексуално напрежение.
Карти или игра на дъска може да се играе за любов. Целта на играта е партньорите да се отдадат на фантазиите си. Губещият например може да бъде задължен да премахне дрехите или да даде на победителя чувствен масаж на краката или друго нещо, което победителят иска да опита. Чувствената атмосфера може да бъде подобрена и от свещи, напитки, чувствени храни или внушително облекло. Дори предположението за използване на секс играчки или свиренето на игри, включващи фетиш, сексуално робство, затваряне на окото или приплъзване, е признак за сексуален интерес.
Някои двойки създават сексуален интерес, като гледат еротични и порнографски видеоклипове. Ролевата игра може да включва партньорите, които носят костюми, да създават и поддържат сексуална фантазия. За разнообразие партньорите могат да съставят една (сексуална) история заедно. Един от тях започва с изречение, а след това другият продължава, докато историята стане сексуално явна, и дава възможност на партньорите да изразят сексуалните си фантазии. „Странници за един ден“ е ролева игра, която се състои от двойката, която играе ролята на първата среща между тях. На публично място за срещи, партньорите се представят за непознати за първи път. Целта е те да флиртуват и да съблазняват другия, без да правят или да казват нещо, което обикновено не биха направили или да кажат на първата среща.
Тантрическата предварителна игра е първата стъпка в сесията на любовта, според принципите на тантрата. Тантрическият секс е против бързането на нещата с цел постигане на оргазъм, така че тантрическата игра е начин да подготвим тялото и ума за обединението между двете тела. Тантричните правила казват, че предварителната игра трябва да бъде фокусирана върху подготовката преди сексуалния контакт. Тантричната прелюдия може да включва чувствени вани между двамата партньори в релаксираща атмосфера. Ароматното масло и свещите също могат да се използват за създаване на настроение. 
Тантрическата игра е само за даване на взаимно време за духовно свързване и обвързване. Взирайки се един в друг, докато сте в кръстосани крака и докосвате дланите на ръцете на другия, е обичайна тактика за игра, използвана от практикуващите тантра. Тантричната прелюдия може също да включва тантрически масажи. Масажът, който се прилага, според тантрическата философия, не е за постигане на оргазми, а за взаимно удоволствие и свързване на духовно ниво. 
Предварителната игра е важна от поне две съображения, едното от които е чисто физиологично.  От друга страна, предварителната игра предполага определено ниво на доверие между партньорите и създава интимност.
Психологически, любовната игра намалява задръжките и увеличава емоционалната интимност между партньорите. Физически, тя стимулира процеса, който произвежда сексуална възбуда.
Играта има важни физически и психологически ефекти върху жените. Смята се, че най-големият проблем, свързан със способността за постигане на оргазми, е решен с правилните техники за предубеждение. 
Въпреки това, въпросът за ефективността на предварителната игра продължава да бъде въпрос на дискусия. Пример за това е европейско проучване на 2300 жени в Прага, което показа, че предварителната игра не е ключът към задоволителен половен акт. Вместо това „продължителността на сношението – средно 16,2 минути – е клинкерът“. 

## Изследване
Предварителната игра може да варира драматично въз основа на възрастта, религията и културните норми. Учените от Университетския здравен център на Макгил в Монреал, Квебек са използвали инфрачервена термография, за да записват промяната на температурата в гениталната област като определение на времето, необходимо за сексуална възбуда, по-специално времето, необходимо на индивида да достигне пика на сексуалната възбуда. Те стигат до заключението, че средно жените и мъжете изискват почти същото време за сексуална възбуда – около 10 минути. Това обаче не се отнася за времето, необходимо за психическата възбуда.
Съществуват хипотези, които обвързват прелюдията като фактор, който би увеличил коефициента на плодовитост, въпреки че са необходими повече изследвания.
Има много исторически препратки към любовната игра с много художествени изображения. Древният индийски труд Кама Сутра споменава различни видове прегръдки, целувки и маркиране с нокти и зъби. Той също така споменава BDSM дейности.